# 特科盧特拉河
特科盧特拉河是墨西哥的河流，位於普埃布拉州和韋拉克魯斯州，河道全長375公里，流域面積7,903平方公里，發源自東馬德雷山脈，最終注入墨西哥灣。